# Seiji Noma
Seiji Noma (japonès: 野間 清治, Noma Seiji) va ser un editor i escriptor japonès, fundador de l'editorial Kodansha.